# Jorge Perry
Jorge Perry Nova Villate (ur. W 1908 w Samacá, zm. 29 grudnia 1946 we Bogocie) – kolumbijski lekkoatleta (długodystansowiec).
Podczas igrzysk olimpijskich w Los Angeles (1932) nie ukończył biegu maratońskiego.
Perry pełnił podczas tych zawodów funkcję chorążego reprezentacji Kolumbii (debiutującej na igrzyskach).